# آرون چیا
آرون چیا (انگلیسی: Aaron Chia؛ زادهٔ ۲۴ فوریهٔ ۱۹۹۷) بدمینتون‌باز اهل مالزی است.